# The Violin Player
The Violin Player 88번 è un album in studio della musicista thailandese naturalizzata britannica Vanessa-Mae, pubblicato nel 1995.

## Tracce
Testi di Mike Batt, eccetto dove indicato.
1. Toccata and Fugue in D Minor – 7:47 (testo: Johann Sebastian Bach, arr: Batt)
2. Contradanza – 3:49
3. Classical Gas – 3:21 (testo: Mason Williams)
4. Theme from "Caravans" – 5:06
5. Warm Air – 3:38
6. Jazz Will Eat Itself – 3:30
7. Widescreen – 3:58
8. Tequila Mockingbird – 3:26 (testo: Ludwig van Beethoven, arr: Batt)
9. City Theme – 4:32
10. Red Hot – 3:16 (testo: Ian Wherry, Vanessa-Mae)
11. Classical Gas (Bonus Track) (Reggae version; Aswad and Vanessa Mae)